# Riói kaland
A Riói kaland (eredeti cím: L’homme de Rio), 1964-ben bemutatott színes olasz–francia kalandfilm, vígjáték, Philippe de Broca rendezésében, Jean-Paul Belmondo, Françoise Dorléac, Jean Servais és Adolfo Celi főszereplésével. A magyarországi mozikban 1965-ben mutatták be.

## Cselekmény
Adrian Dufourquet, a légierő sorkatonája (Jean-Paul Belmondo) besançoni állomáshelyéről egyhetes szabadságra érkezik Párizsba, a Gare de Lyon pályaudvarra. A peronon azzal búcsúzik bajtársától, Lebeltől, hogy egy hét múlva ugyanitt találkoznak a Besançonba induló nyolcórás vonatnál.
Eközben a párizsi Embertani Múzeumból (Musée de l’Homme) két ismeretlen elrabol egy szobrocskát, a brazíliai „malték” prekolumbiánus civilizáció becses emlékét. Az egyik múzeumőrt megölik, mérgezett tűt lőnek bele. A rendőrség a helyszínre hívatja a maltékok tudós kutatóját, Catalan régészprofesszort (Jean Servais) és Agnès de Villermosát (Françoise Dorléac), aki Catalan elhunyt kollégájának leánya, és Adrien menyasszonya. A professzor elmondja a nyomozó rendőrfelügyelőnek (Daniel Ceccaldi), hogy a kutató expedíció annak idején három ilyen szobrot talált Brazíliában, az egyiket ő maga hozta Párizsba és adományozta a múzeumnak. A második Villermosa professzoré, Agnès elhunyt apjáé lett, a harmadikat egy gazdag brazíliai üzletember, Mário de Castro (Adolfo Celi), az expedíció finanszírozója őrzi. Ismeretlen tettesek rövidesen Catalan professzort is elrabolják: a múzeum előtt az utcán egy autóba tuszkolják.
Adrien éppen akkor érkezik Agnès-ékhez, amikor a rendőrök a lányt a szoborról faggatják. Agnès elmondja, hogy emlékszik, halála előtt apja a riói házuk kertjében ásta el a második szobrot, és ő meg is tudná találni. Az utcára kilépő Agnès-t is elrabolják, Adrien az ablakon kiugorva elköt egy rendőrmotort, és az emberrablók nyomába ered, akik a Párizs–Orly repülőtérre tartanak (amelyet alig három évvel a film forgatása előtt avattak fel). Az emberrablók a Panair do Brasil gépére szállnak a szemmel láthatóan elkábított Agnès-szal együtt. Ügyes trükkel Adrien is feljut a gépre, riasztja a személyzetet, de Agnès nem ismeri fel. A jegy nélkül utazó fiatalember gyanússá válik. Rio de Janeiróba érkezve át akarják adni a brazil rendőrségnek, de Adrien kiszökik a gépből és a kifutópályán egérutat nyer.
A városban Agnès-t és elrablóit keresve Adrien összebarátkozik egy fekete cipőpucoló kisfiúval, „Sir Winston”-nal. Az egyik emberrablót, a „malték-fejű” Tupacot követve Adrien feljut a Mirante de Dona Marta hegyi kilátóba, ahol Tupac mérgezett tűt lő rá, hogy megölje. Adrien halottnak tetteti magát, Sir Winston odavezet egy turistacsoportot, közben a rablók elmenekülnek. A kilátó távcsövén át Adrien felfedezi az emberrablók autóját egy szálloda előtt. Odasiet, az ablakon át bejut Agnès szobájába és megszökteti a teljesen kába lányt. Az éjszakát egy favelában töltik, Sir Winston kalyibájában, ahol a kölyök barátai romantikus énekes-zenés műsort adnak.
Másnapra Agnès kijózanodik. Elviszi Adrient az elhagyott villába, ahol egykor apjával lakott. A kertben elásva megtalálják a második szobrocskát, de Tupac és társa rajtuk üt. Verekedés után a fiatalok elmenekülnek, de a szobrocskát megszerzik a rablók. Adrien és Agnès ezután egy Sir Winston által szerzett autóval az ekkor még épülő új fővárosba, Brazíliavárosba indulnak, hogy figyelmeztessék az utolsó szobrocska gazdáját, Mário de Castrót, Catalan professzor és Villermosa harmadik társát. Útközben meglátják az emberrablók defektes autóját, benne az elrabolt Catalan professzorral. Adrien kiszabadítja a professzort, akit magukkal visznek Brazíliavárosba, de Castróhoz.
De Castro (Adolfo Celi) dúsgazdag építési vállalkozó, a város építője pompás partit rendez régi barátai tiszteletére. Leviszi Catalant a páncélterembe, és megmutatja neki a jól őrzött harmadik szobrot. Catalan, aki valójában az egész bűntény fő szervezője, nyakkendőjével megfojtja De Castrót, és ellopja a szobrot, amelyet átad kint várakozó emberének. 
Adrien meglátja, hogy a bálterembe egyedül visszatérő Catalan szmokingja gomblyukában a De Castro által viselt rózsaszálat hordja. Felfedezi de Castro holttestét, de közben a professzor megszökteti Agnès-t, akit magának akar megszerezni. Catalan emberei üldözőbe veszik Adrient, hogy megöljék. Az épülő toronyházak állványain sarokba szorítják, de megtéveszti üldözőit, nagyot ordítva egy cementes zsákot lök a mélybe. Tupac és társa azt hiszi, ő zuhant le, és távoznak. 
Adrien a tóparti repülőtéren látja, hogy Agnès-t egy hidroplán fedélzetére hurcolják. A fiú elköt egy kis magánrepülőgépet, és követi a hidroplánt, amely Amazónia őserdői felé halad. Célhoz érve a hidroplán a folyó vizére ereszkedik le. Adrien sehol sem tud leszállni, ejtőernyővel kiugrik.
Ernyője fennakad egy fán. A vízbe lógó Adrient majdnem megeszi egy kajmán. Egy véletlenül arrafelé vadászó francia honfitársa menti meg, aki beviszi a faluba, Lola énekesnő (Simone Renant) kocsmájába. Catalan professzor is ide hozta Agnès-t. Lola szerelmes a professzorba, sok pénzzel segítette a kincsvadászatot. A professzor megmutatja neki a három megszerzett szobrot, amelyek révén végre meg lehet találni a maltékok elrejtett kincsét. Lola féltékeny Agnès-re, mégis segíti Catalant. A helyi nehézfiúkat kiküldi, öljék meg a franciát, aki a bárban szimatol. A fickók azonban a másik franciára támadnak. Tömegverekedés alakul ki, a zavart kihasználva Catalan lelép, Agnès-t magával hurcolva. Hajón indulnak felfelé a folyón, Adrien egy vízbe lógó kötélbe kapaszkodva megy velük. A csoport csónakban, majd gyalogosan hatol be a járhatatlan őserdőbe, Adrien úszva és bujkálva követi őket.
A professzor egy vízesés fölött fekvő barlanghoz vezeti őket, ahová már csak egymaga száll le. A réseken betűző napsugár irányát figyelve elhelyezi a három szobrocskát. Odakint Adrien megtámadja és a vízesésbe löki Tupacot és embereit, megszökteti Agnès-t. A barlangban a szobrokon tükröződő napfény egy titkos csapóajtóra vetül, mely gyémántokkal telt üreget rejt. Catalan megtalálta a maltékok kincset, de ekkor robbanások rázzák meg a barlangot, a sziklaomlás maga alá temeti a professzort. Brazil útépítő brigádok bukkannak fel, akik robbantásokkal döntik ki az esőerdő évszázados fáit, hatalmas földgyaluk sora követi őket, épül a BR-230-as Transzamazónia autópálya.
A fiatalok simán hazaérkeznek Párizsba. Adrien szabadsága lejárt, a megbeszélt időben várja bajtársát, Lebelt a Gare de Lyon pályaudvaron, a Besançonba induló vonatnál. Lebel az utolsó pillanatban fut be, kis híján lekési az indulást. A vonaton lihegve magyarázza Adrien-nek, hogy három órát állt a forgalmi dugóban, mire átverekedte magát az egész városon, Viroflay elővárostól a Lyoni pályaudvarig. Adrien elismeréssel bólogat: „Egész Párizson átutaztál? Micsoda kaland, túltettél rajtam is!”

## Szereposztás
| Szerep                        | Színész             | Magyar hangja (1. szinkron) | Magyar hangja (2. szinkron) |
| ----------------------------- | ------------------- | --------------------------- | --------------------------- |
| Adrien Dufourquet             | Jean-Paul Belmondo  | Sztankay István             | Selmeczi Roland             |
| Agnès Villermosa              | Françoise Dorléac   | Andai Györgyi               | Huszárik Kata               |
| Norbert Catalan professzor    | Jean Servais        | id. Fillár István           | Bács Ferenc                 |
| Mário de Castro               | Adolfo Celi         | Képessy József              | Cseke Péter                 |
| Lola, kocsmárosnő             | Simone Renant       | ?                           | Tóth Judit                  |
| Lebel, Dufourquet katonatársa | Roger Dumas         | ?                           | Hujber Ferenc               |
| Párizsi rendőrfelügyelő       | Daniel Ceccaldi     | Konrád Antal                | ?                           |
| Tupac                         | Milton Ribeiro      | ?                           | Maros Gábor                 |
| Sir Winston, cipőpucoló fiú   | Ubiracy de Oliveira | ?                           | Kováts Dániel               |

További magyar hangok
- 1. szinkron: Csurka László, Földessy Margit, Somogyvári Pál
- 2. szinkron: Botos Éva, Kenderesi Tibor, Örkényi Éva

## Forgatás
Ez volt Philippe de Broca második filmje Jean-Paul Belmondo főszereplésével, két évvel a Cartouche c. kosztümös kalandfilm után. A Riói kalandot 1963 májusa és júliusa között forgatták Párizs utcáin, a Gare de Lyon pályaudvaron, a frissen elkészült Orly repülőtéren, Rio de Janeiróban és a még kopár sivatagra emlékeztető Brazíliavárosban, amely építésének még kezdeti fázisában állt. Mário de Castro sztárépítész habitusát, beszédmódját, az általa teremtett várost dicsérő vízióit egy valóságos személyről, Oscar Niemeyer (1907–2012) brazil építészről, Brazíliaváros tervezőjéről mintázták.
Későbbi visszaemlékezések szerint Broca és stábja a film számos jelenetét, gegjét a Tintin kalandjai c. képregényből és rajzfilmjeiből kölcsönözte. A kocsmai verekedés egyik jelenete René Goscinny és Albert Uderzo Astérix-képregényére emlékeztet: a félig leütött, szédelgő Belmondo egy pohár italt hörpint fel, ez felvillanyozza, mint Panoramix csodaelixírje, új erőre kap és leveri a rá támadókat. Alfred Hitchcock 1959-es Észak-Északnyugat c. thrillerében Cary Grant egy árokba veti magát az őt üldöző repülőgép elől, ahogy Belmondo is árokba vetődve kerüli el a fölötte átgázoló autót.
A film összes jelenetét – kivéve a tényleges ejtőernyős ugrást – Belmondo maga csinálta végig, dublőrök és különleges védőeszközök nélkül, beleértve a házak külső falán való mászást és az őserdei indákon való tovalendülést. Az egyik jelenet, ahol Belmondo a brazíliavárosi magas ház tetejének szélére csúszik és majdnem leesik, nem volt betervezve. Váratlanul valódi balesetveszélyes helyzet keletkezett, amely azonban szerencsésen végződött, és a rendező utasítására benne hagyták a filmben. Az egyetlen jelenet, ahol Belmondót más személy helyettesítette, az ejtőernyős ugrás volt, ezt Gil Delamare francia kaszkadőr végezte. Évekkel később, az 1975-ös Félelem a város felett című bűnügyi filmben Belmondo ismét önmaga produkálta az akrobatikus tetőmászó jeleneteket.